# Liste des évêques d'Angoulême

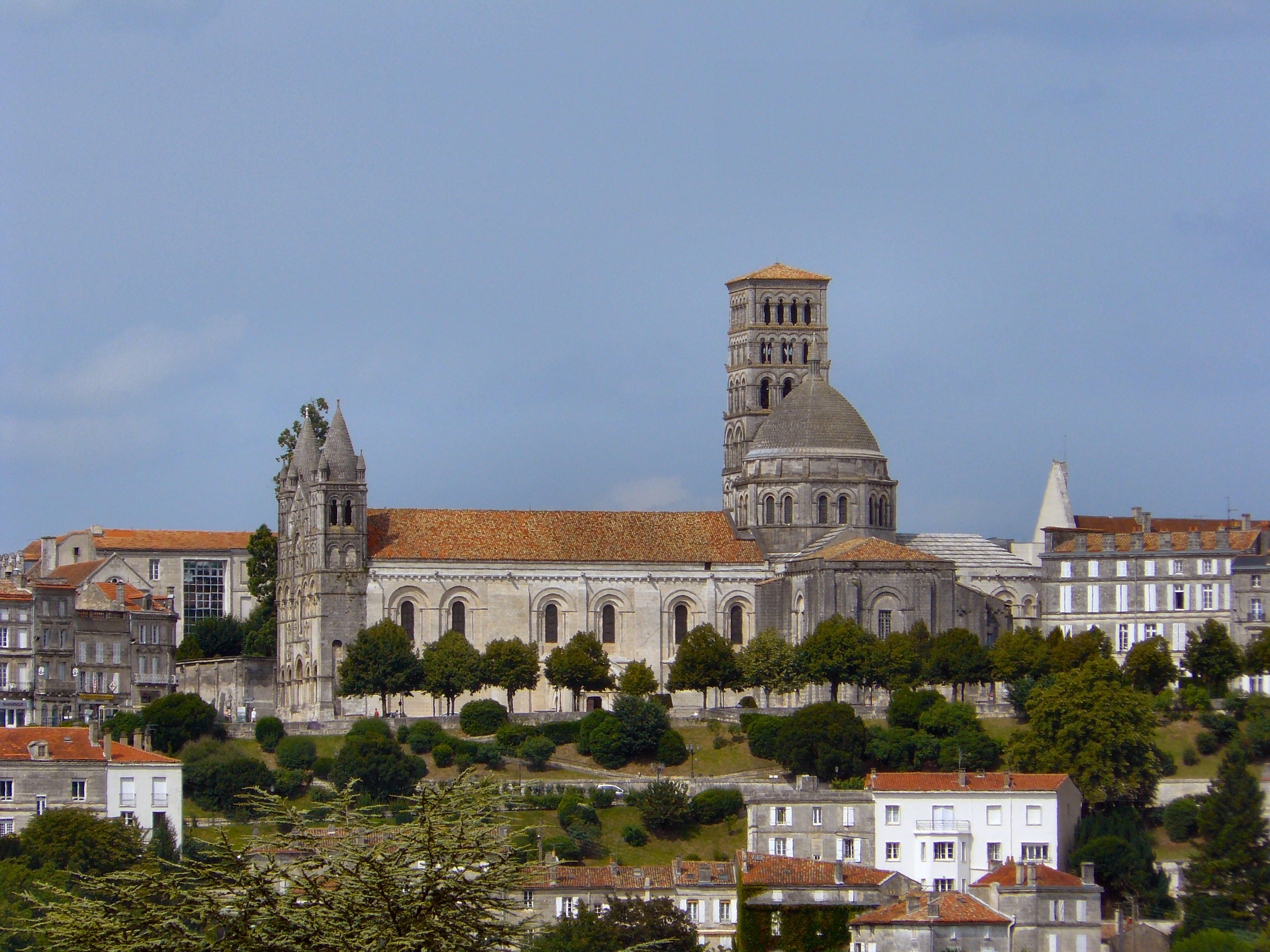
La cathédrale Saint-Pierre d'Angoulême.

Liste des évêques d'Angoulême (diocèse d'Angoulême).

## Liste

### Haut Moyen Âge
- IVe siècle : Ausone (ou Ausonius)[Note 1],[1]
- avant 431-451 ou après : Dynamius[2]
- 508-511 : Aptone, chapelain de Clovis[3]
- cité de 511 à 541 ou après : Lupicinus[2]
- 542-566 : Aptone II (ou Aptonius)[4]
- 567-573 : Maracharius (ou Mererius)[5]
- 573-574 : Fronton (ou Frontonius)[6]
- v. 574-v. 580 : Heraclius[7]
- avant 584-v. 590 ou après : Nicaise (ou Nicasius)[8]
- 614 : Bassolus (614)[9]
- 626/627-637 : Namatius[9]
- milieu VIIe siècle : Ebargehenus[10]
- 662/675-677 : Tomanius[11]
- fin VIIe siècle-début VIIIe siècle : Sauve (?-768 ?), Ardoin[Note 2],[11],[12]...
- 1re moitié IXe siècle : Sidranius[11]
- 835 : Fredebert (ou Fredebertus)[Note 3],[11]
- 848-25 janvier 861 ou 862 : Laune (ou Launon ou Launus)[13]
- 862-v. 875 : Hélie Ier Scotigène (ou Helias Scotigena)[Note 4]
- v. 875-3 septembre 892 : Oliba[14],[Note 5],[15]
- 892-mars ou avril 895 : Anatole (ou Anatolius)[14]
- 2 mars 897-23 mars 940 : Gombaud (ou Gumbaldus)[Note 6],[16]
- janvier 938-février 951 : Foucaud (ou Fulco ou Fulcaldus)[16]
- 2 avril 951-18 janvier 964 : Eble (ou Eblo, Ebbon, ou Ebulus)[17]
- février ou avril 963-janvier 973 : Ramnulfe (ou Ramnulfus)[17]
- 973-990: Hugues Ier de Jarnac (ou Hugo de Jarnac)[18]

### Moyen Âge central
- 22 septembre 991-28 janvier 1018 : Grimoard de Mussidan (ou Grimoardus)[19]
- v. 1020-12 mars entre 1032 et 1036 : Rohon de Montaigu (ouRoho)[Note 7],[20]
- 1037 ou avant-15 juin 1043 : Girard I Malart (ou Gerardus Malard)[21]
- 1043-20 septembre 1075 ou 1076 : Guillaume Ier Taillefer (ou Guillelmus)[22]
- 15 mai 1075-4 septembre 1101 : Adémar Taillefer (ou Ademarus), frère du précédent[23]
- 1101 ou 1102-1er mars 1136 : Girard II d'Angoulême (ou Gerardus)[24] légat du Saint-Siège[25]
- 24 mai 1136-13 juin 1149 : Lambert (ou Lambertus)[26]
- 11 juin 1149-12 août 1159 : Hugues II Tizon de La Rochefoucauld (ou Hugo Rupis-fulcaldi)[27]
- 1159-1182 : Pierre Ier Titmond (ou Petrus)[Note 8],[28]
- 1181-7 mars 1204 : Jean Ier de Saint-Val (ou Johannes de Sancti Vallio)[Note 9],[29]
- 1206-1227 : Guillaume II Testaud (ou Guillelmus)[30]
- 1228-~1238 : Jean II Guillot (ou Johannes Guilloti)[31]
- v. 1240-1247 : Raoul 1er (ou Radulfus)[32]
- 1247-1252 : Pierre II (ou Petrus)[33]
- 1252-1268 : Robert de Montbron (ou Robertus de Monberon)[Note 10],[34]
- 1268-1272 : sede vacante[35]
- 1272-1273 : Pierre III Raymond (ou Petrus Raimundi)[35]
- 12 octobre 1273-1307 : Guillaume III de Blaye (ou Guillelmus de Blavia)[Note 11],[36]
- 1308-1313 : Foulques de La Rochefoucauld (ou Fulco de Rupis-fulcaldi)[37]
- 1313-1315 : Oliver (ou Oliverius)[38]
- 1315-1317 : Jean III (ou Johannes)[39]
- 1318-1328 : Gaillard Ier de Fougères (ou Galhardus de Falqueriis)[40]

### Bas Moyen Âge
- 1328-1363 : Ayquelin de Blaye (ou Ayquelinus de Blavia)[41]
- 1363-1381 : Hélie II de Pons (ou Helias)[42]
- 1380-1384 : Jean IV (ou Joannes)
- 1386-1390[43] ou 1398[44] : Gaillard II[Note 12]
- 1391[43] ou 1398[44]-1414 : Guillaume IV (ou Guilielmus)
- 1415-v. 1440 : Jean V Fleury (ou Joannes), devient évêque de Luçon († 17 octobre 1451).
- 19 décembre 1440-1465 : Robert(us) III de Montbrun
- 1465[43] ou 1467[44]-1469[43] ou 1470[44] : Geoffroi de Pompadour[45] (ou Godefredus[46]), deviendra évêque de Périgueux de 1470 à 1485 et de 1500 à 1504.
- 6 juillet 1470-1479 : Raoul II du Fou, auparavant évêque de Périgueux (1463-1470).
- 1479-1493 : Robert IV de Luxembourg

### Époque moderne
- 1494-1502 : Octavien de Saint-Gelais (ou Octavianus)
- 29 avril 1502-1505 : Hugues de Bauza[45] (ou Hugo de Bauza[46])
- 1506-28 février 1523[44] ou 1524[43] : Antoine d'Estaing (ou Antonius)
- 14 janvier 1524-15 juillet 1527 : Antoine de La Barre (ou Antonius)
- 9 février 1528-26 novembre 1532 : Jacques Babou de la Bourdaisière (ou Jacobus)
- 13 juin 1533-1562[44] ou 1567[43] : cardinal (1561) Philibert Babou de La Bourdaisière, frère du précédent[Note 13]. Après lui, quatre années de vacance du siège[47].
- 1567[44] ou 1572[43]-14 décembre 1603 : Charles de Bony (ou Carolus)
- 1603-1605 : Jacques Turricella[48], deviendra évêque de Marseille de 1605 à 1618.
- 5 juin 1608-24 décembre 1634 : Antoine de La Rochefoucauld (ou Antonius)
- 14 juin 1637-30 août 1646 : Jacques Le Noël du Perron (ou Jacobus)
- août 1646-29 septembre 1687[44] ou 1689[43] : François de Péricard
- 1er novembre 1689-12 janvier 1737 : Cyprien-Gabriel Bénard de Résay[49]
- 16 décembre 1737-21 septembre 1753 : François du Verdier (confirmé le 1er juin 1738)
- novembre 1753[43] ou 3 mars 1754[44]-19 avril 1784 : Joseph-Amédée de Broglie (ou Josephus-Amadeus)
- 2 mai 1784-1790 : Philippe-François d'Albignac de Castelnau, titulaire du siège jusqu'en 1801 († 3 janvier 1814)

### Révolution, Empire et époque contemporaine
- 8 mars[Note 14] 1791-1793 : Pierre-Mathieu Joubert[50], évêque constitutionnel de la Charente.
- 11 avril 1802-7 avril[43] ou 7 avril[44] 1823 : Dominique Lacombe[51]
- 10 septembre 1823-21 mai 1842 : Jean-Joseph-Pierre Guigou
- 15 juin 1842-16 mai 1850 : René-François Régnier
- 17 juin 1850-12 août 1872 : Antoine-Charles Cousseau
- 16 décembre 1872-17 mai 1891 : Alexandre-Léopold Sebaux
- 2 avril 1892-6 septembre 1899 : Jean-Baptiste Frérot
- 7 décembre 1899-24 juillet 1900 : Jean-Louis Mando
- 5 avril 1901-15 avril 1907 : Joseph-François-Ernest Ricard, transféré à Auch
- 7 août 1907-15 mai 1933 : Henri-Marie Arlet
- 7 décembre 1933-9 mai 1965 : Jean-Baptiste Mégnin
- 9 mai 1965-1er juillet 1975 : René-Noël-Joseph Kérautret
- 1er juillet 1975-22 décembre 1993 : Georges Rol
- 22 décembre 1993-9 novembre 2015 : Claude Dagens (Claude-Jean-Pierre Dagens), de l'Académie française.
- depuis le 9 novembre 2015 : Hervé Gosselin